# 강낭콩

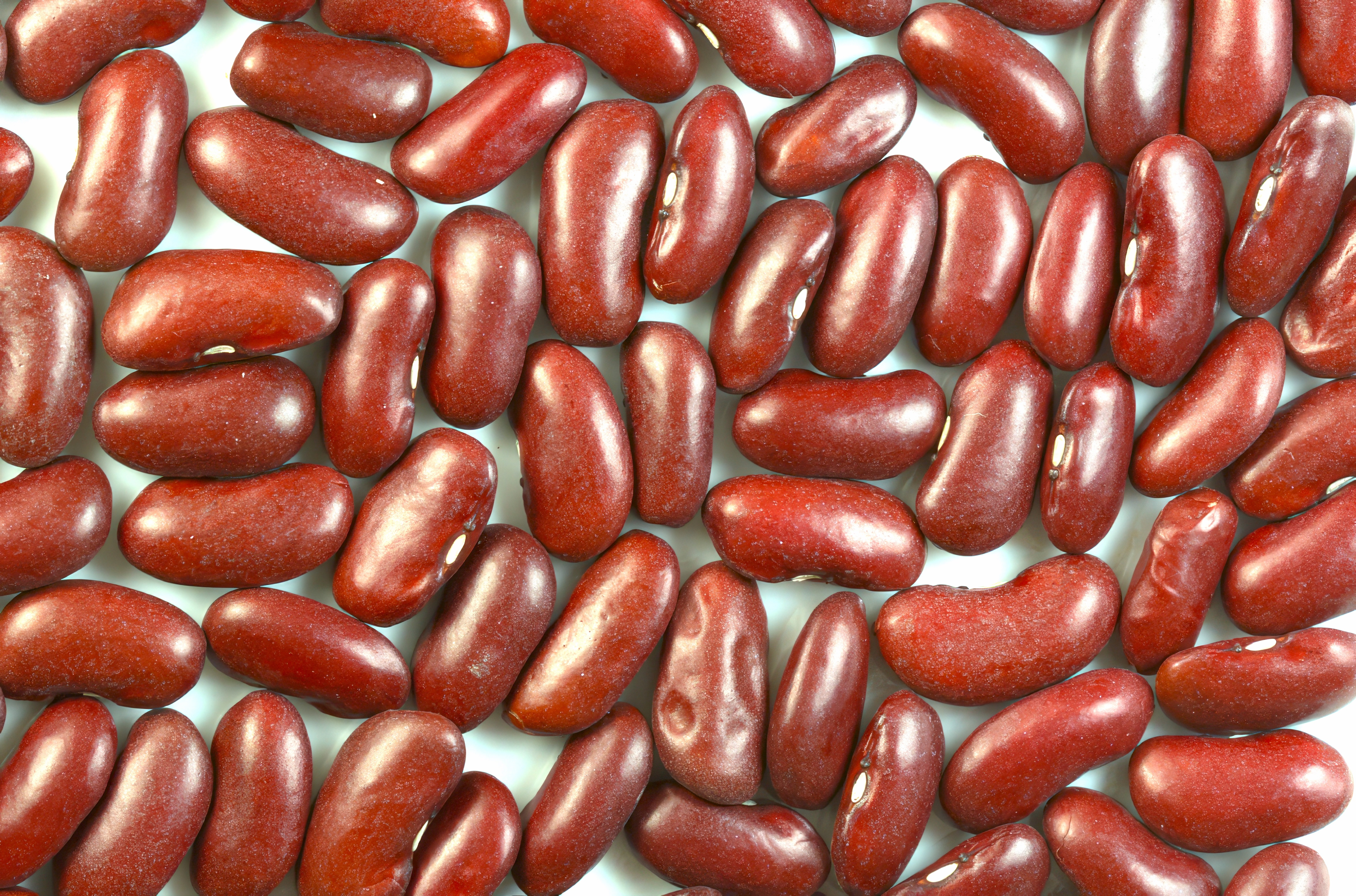
붉은 강낭콩

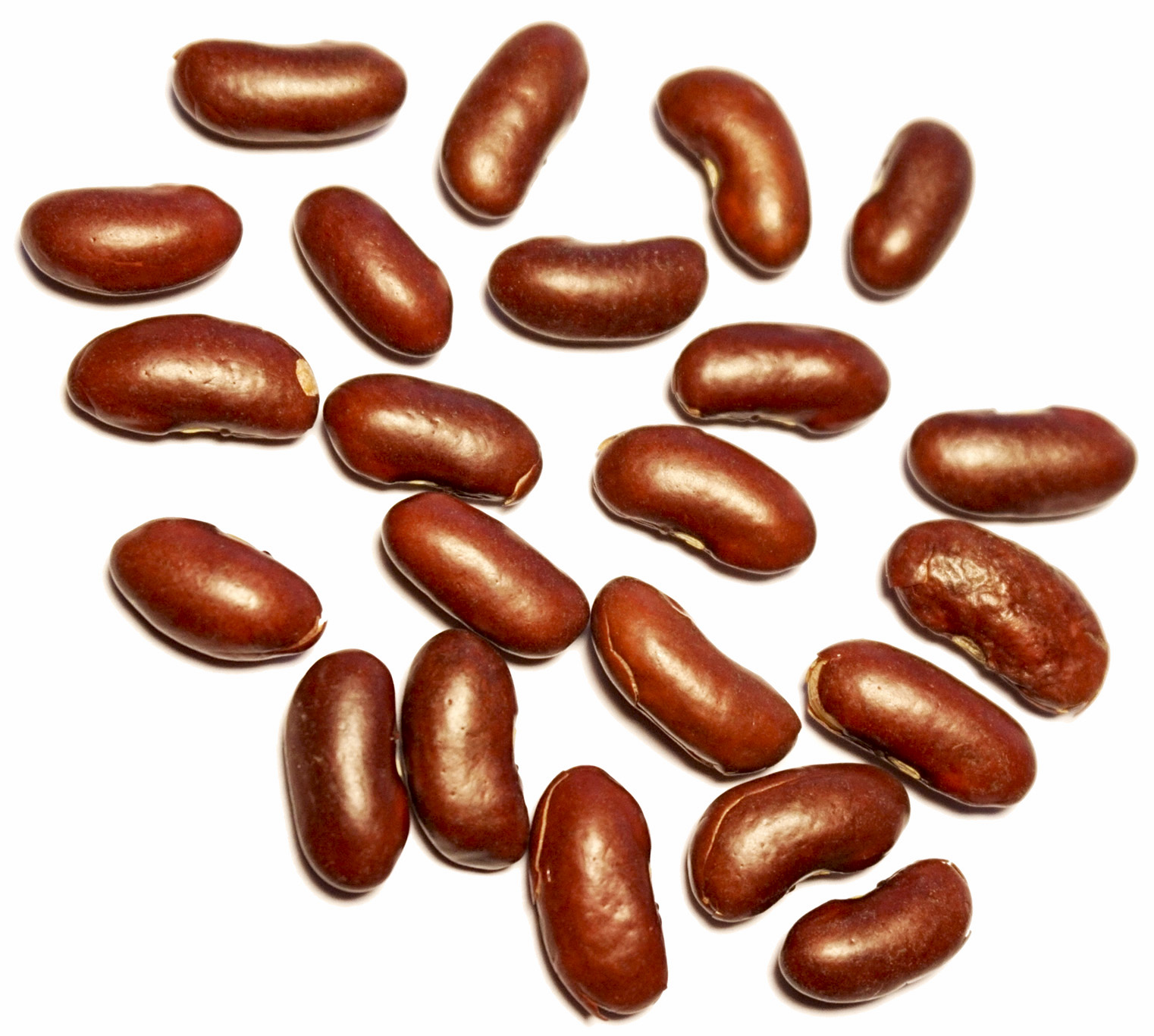
붉은 강낭콩 2

강낭콩(문화어: 나물당콩, 영어: kidney bean 키드니빈[*])은 파세올루스 불가리스의 재배품종이다. 미국에서 붉은 강낭콩은 흔히 ‘레드빈(red bean)’으로 불린다.

## 이름
한국어에서는 《훈몽자회》(1527)에 실린 ‘가ᇰ남코ᇰ’이 처음 기록된 표기다. 이후 ‘강남콩’으로 불렸으나 자음동화가 일어나 지금의 ‘강낭콩’이 되었다. 한때 ‘강남콩’(江南-)이 표준어였던 적이 있었으나 지금은 ‘강낭콩’만을 표준어로 한다. 강남두(江南豆)라고도 한다.
영어로는 생김새가 콩팥을 닮았다 하여 ‘키드니빈(영어: kidney bean)’이라 부른다.

## 같이 보기
- 검정거북콩